# Faunis lautensis
Faunis lautensis är en fjärilsart som beskrevs av Rothschild 1916. Faunis lautensis ingår i släktet Faunis och familjen praktfjärilar. Inga underarter finns listade i Catalogue of Life.